# Alpi di Kitzbühel
Le Alpi di Kitzbühel (in tedesco Kitzbüheler Alpen) sono una sottosezione delle Alpi Scistose Tirolesi. La vetta più alta è il Kreuzjoch che raggiunge i 2.558 m s.l.m.. Si trovano in Austria (Tirolo e Salisburghese) e prendono il nome dalla città tirolese di Kitzbühel.

## Classificazione

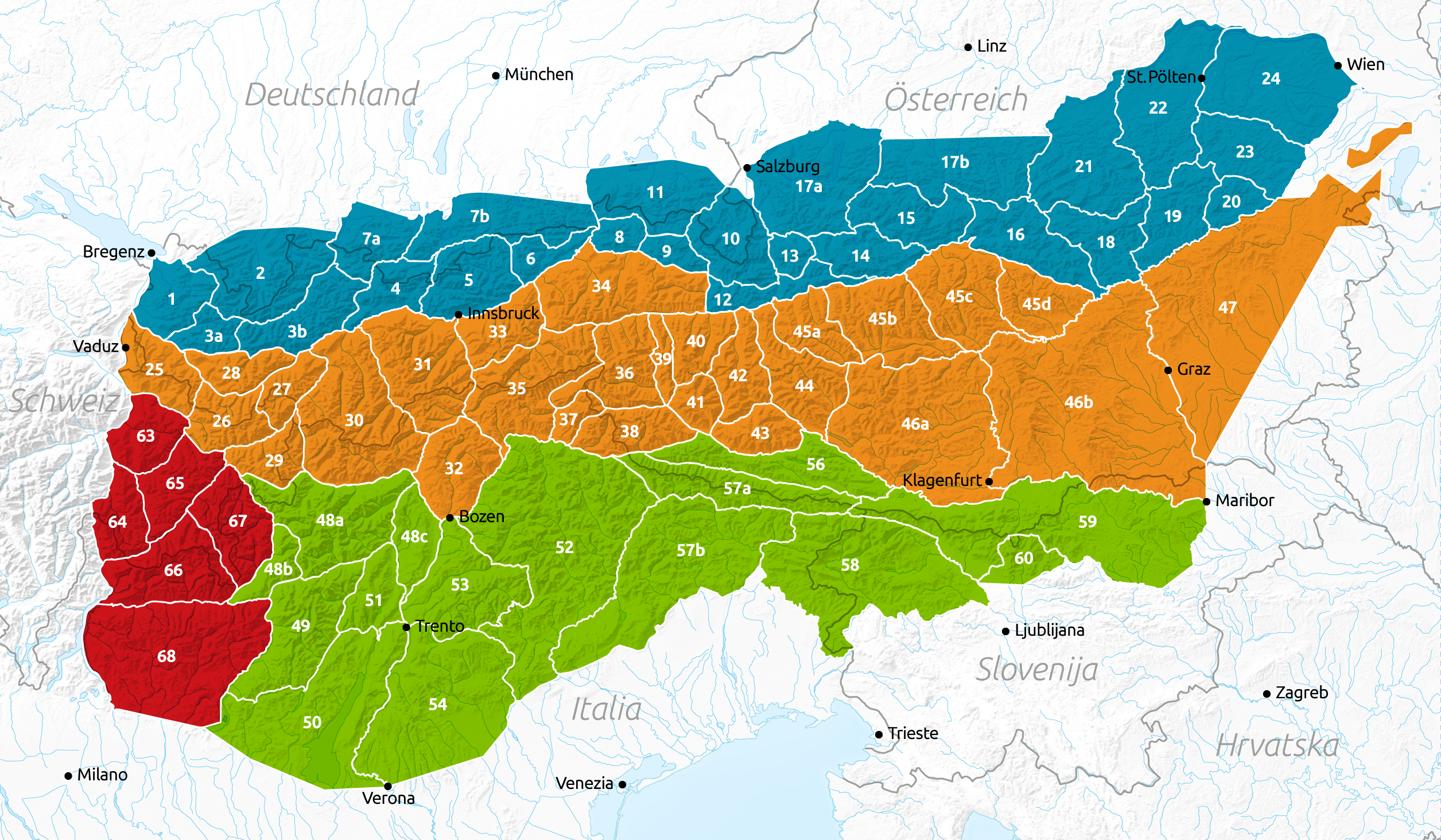
Le Alpi di Kitzbühel secondo l'AVE sono individuate dal numero 34.

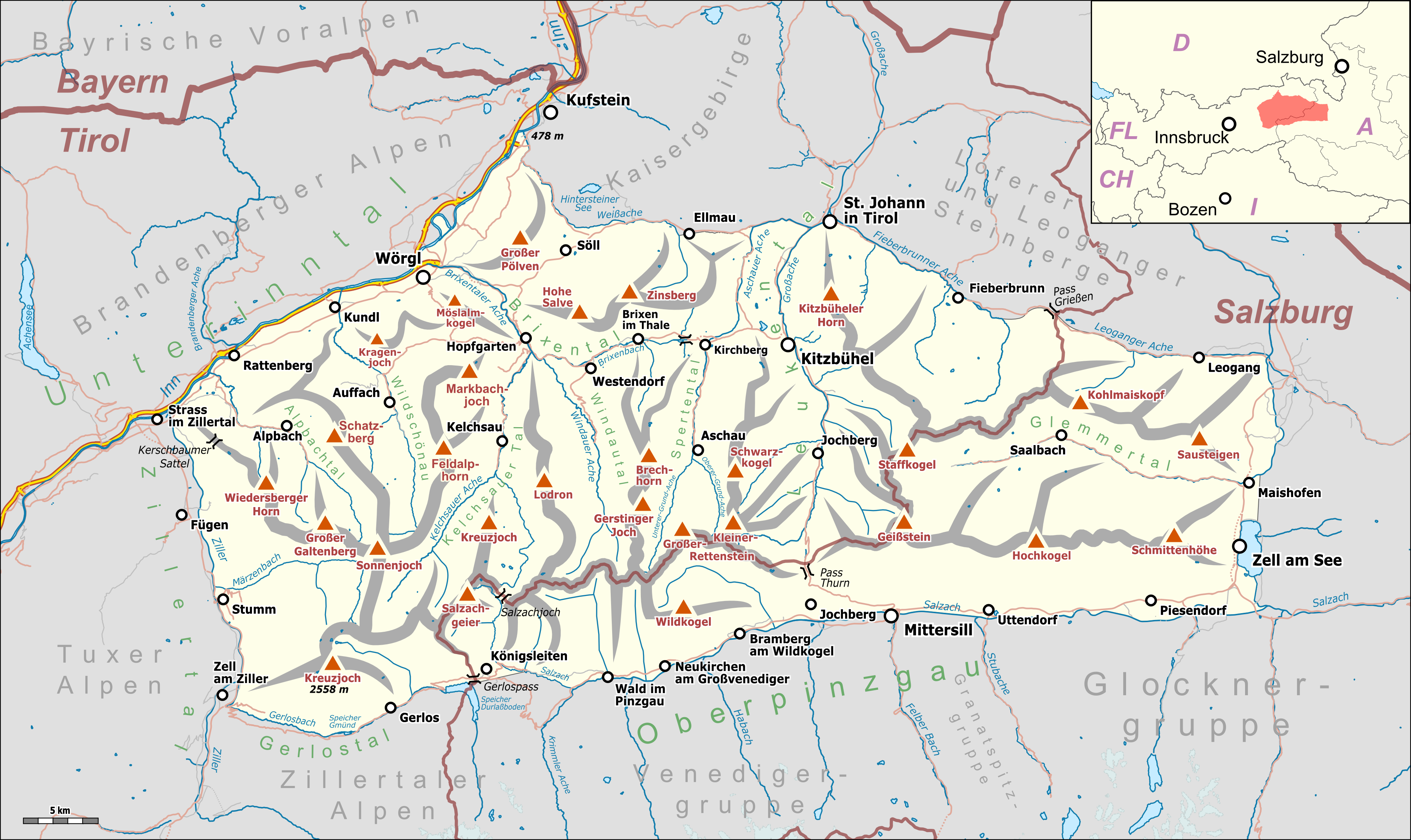
Cartina dettagliata del gruppo montuoso.

Secondo la SOIUSA sono una sottosezione alpina con la seguente classificazione:
- Grande parte = Alpi Orientali
- Grande settore = Alpi Nord-orientali
- Sezione = Alpi Scistose Tirolesi
- Sottosezione = Alpi di Kitzbühel
- Codice = II/B-23.II

Secondo l'AVE costituiscono il gruppo n. 34 di 75 nelle Alpi Orientali. Appartengono alle Alpi Centro-orientali..

## Delimitazioni
Confinano:
- a nord con i Monti del Kaiser (nelle Alpi Calcaree Nordtirolesi) e separate dall'Ellmauer Sattel,
- a nord-est con i Monti dello Stein (nelle Alpi Settentrionali Salisburghesi) e separate dal Griessenpass,
- ad est con le Alpi scistose salisburghesi (nelle Alpi Settentrionali Salisburghesi),
- a sud con gli Alti Tauri (nelle Alpi dei Tauri occidentali) e separate dal corso del fiume Salzach; inoltre con le Alpi della Zillertal (nelle Alpi dei Tauri occidentali) e separate dal Gerlospass,
- ad ovest con le Prealpi del Tux (nella stessa sezione alpina) e separate dalla Zillertal,
- a nord-ovest con le Alpi di Brandenberg (nelle Alpi Calcaree Nordtirolesi).

## Suddivisione

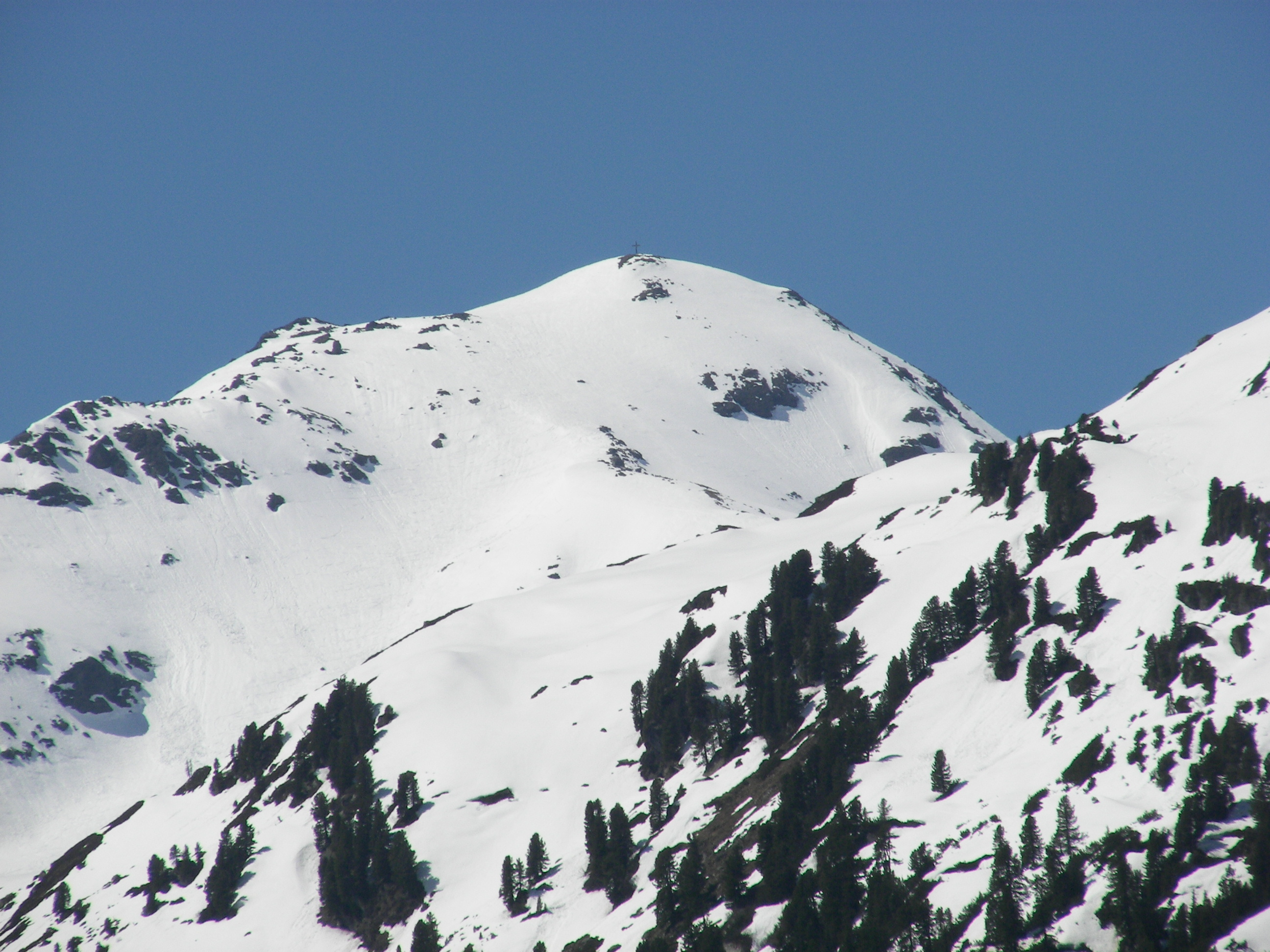
Torhelm

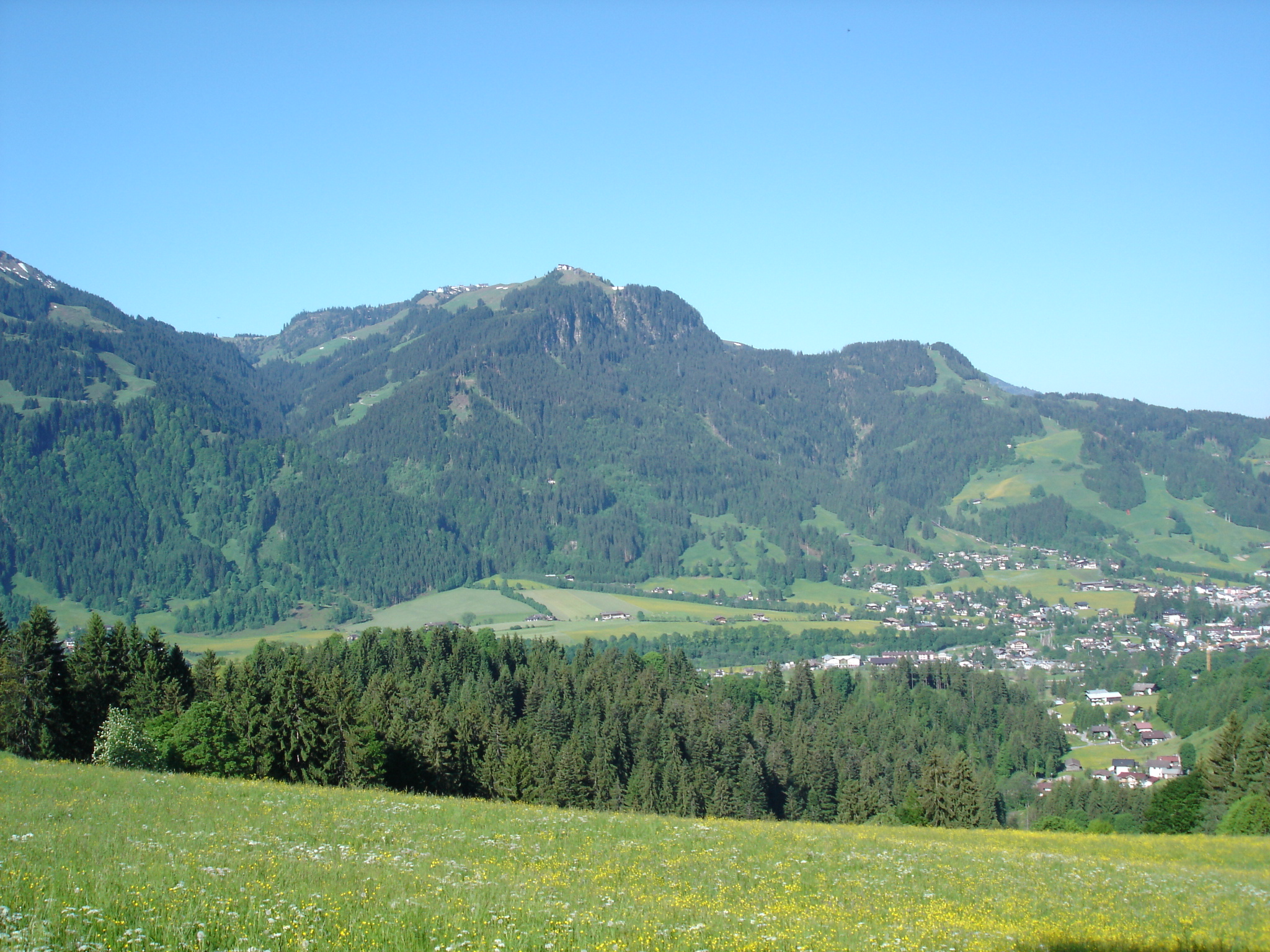
Hahnenkamm

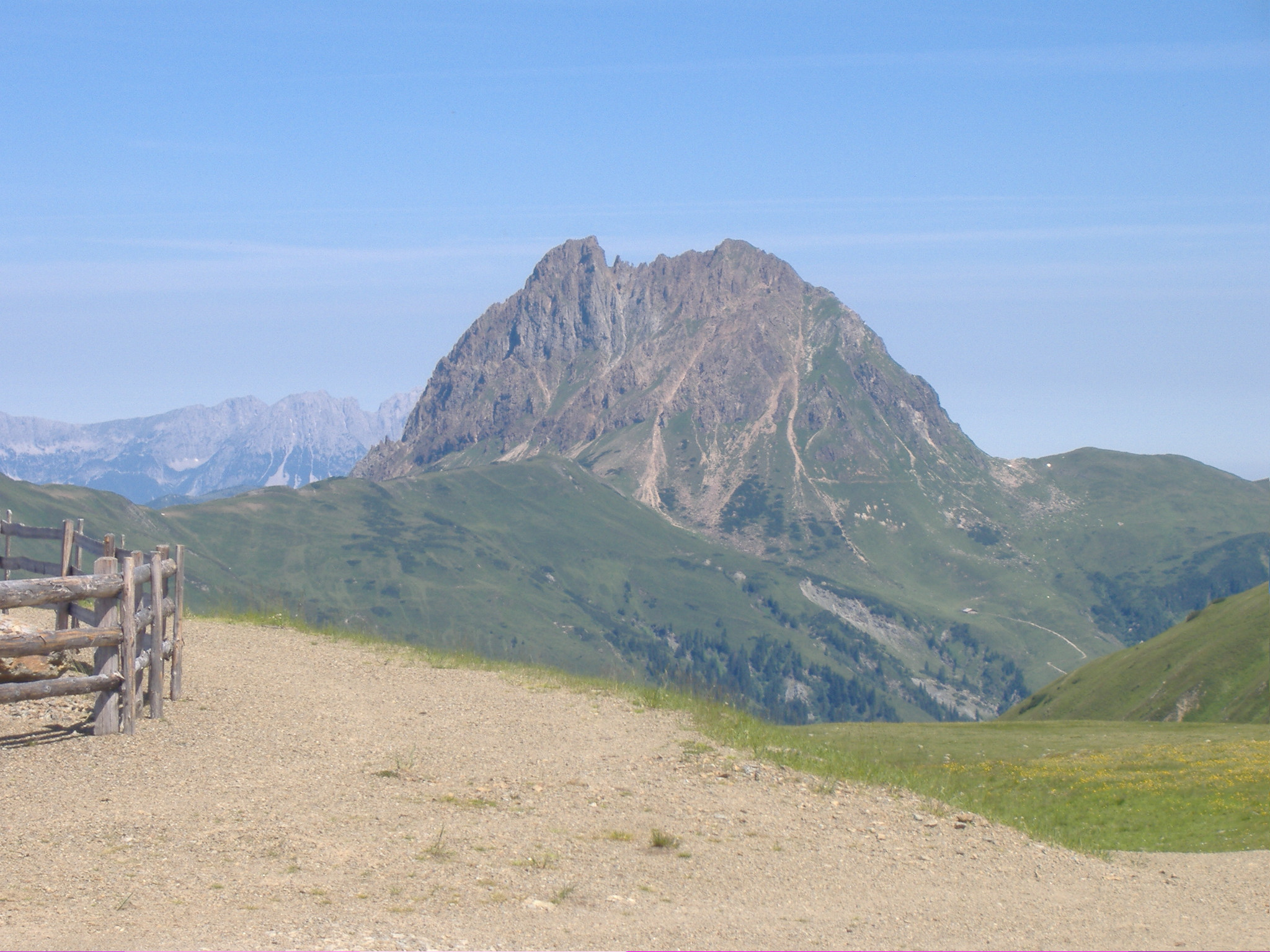
Il Großer Rettenstein.

In accordo con le definizioni della SOIUSA le Alpi di Kitzbühel sono suddivise in tre supergruppi e sette gruppi (tra parentesi i codici SOIUSA dei supergruppi, gruppi e sottogruppi):
- Alpi di Wildschönau (A)[3]
  - Gruppo del Salzachgeier (A.1)
    - Nodo del Salzachgeier (A.1.a)
    - Nodo del Kröndl (A.1.b)
    - Costiera di Kelchsauer e di Windau (A.1.c)

  - Gruppo del Kreuzjoch (A.2)
    - Nodo Kreuzjoch-Torhelm (A.2.a)
    - Nodo di Alpbach e di Wildschönau (A.2.b)
      - Costiera Sonnenjoch-Beil (A.2.b/a)
      - Costiera del Galtenberg (A.2.b/b)
      - Costiera Bretegg-Feldalpenhorn (A.2.b/c)

  - Gruppo del Rettenstein (A.3)
    - Nodo dello Steinkogel (A.3.a)
    - Windauer-Spertenkamm (A.3.b)
    - Nodo del Rettenstein (A.3.c)
    - Sperten-Jochbergkamm (A.3.d)
- Catena Pölven-Ellmau (B)
  - Gruppo dell'Hohe Salve (B.4)
  - Nodo del Pölven (B.5)
- Gruppo della Glemmtal i.s.a. (C)
  - Gruppo della Glemmtal in senso stretto (C.6)
    - Costiera del Geßstein (C.6.a)
    - Costiera dell'Hoher Penhab (C.6.b)
    - Costiera dell'Hochkogel (C.6.c)
    - Costiera dello Schattberg (C.6.d)

  - Catena Schusterkogel-Wildseeloder-Spielberghorn (C.7)
    - Costiera Schusterkogel-Gamshag (C.7.a)
    - Costiera Ranken-Hochalmspitz (C.7.b)
    - Costiera Kitzbüheler Horn-Karstein (C.7.c)
    - Costiera del Wildseeloder (C.7.d)
    - Costiera dello Spielberghorn (C.7.e)

## Vette
Le montagne principali del gruppo sono:
- Kreuzjoch, 2.558 m
- Torhelm - 2.494 m
- Salzachgeier, 2.469 m
- Galtenberg, 2.424 m
- Großer Rettenstein, 2.362 m
- Geissstein, 2.363 m
- Grosse Beil, 2.309 m
- Sonnenjoch, 2.287 m
- Hochkogl, 2.249 m
- Wildkogel, 2.225 m
- Gamshag, 2.180 m
- Bischof, 2.127 m
- Wildseeloder, 2.118 m
- Spielberghorn, 2.044 m
- Brechhorn, 2.032 m
- Kitzbüheler Horn, 1.996 m
- Breitegg, 1.989 m
- Schmittenhöhe, 1.965 m
- Feldalpen, 1.926 m
- Wildenkarkogel, 1.910 m
- Hohe Salve, 1.828 m
- Hahnenkamm, 1.712 m

## Rifugi
Alcuni dei rifugi del gruppo montuoso sono:
- Neue Bamberger Hütte - 1.756 m
- Bochumer Hütte - 1.432 m
- Bürglhütte - 1.699 m
- Wildkogelhaus - 2.005 m
- Wildseeloderhaus - 1.854 m